# پی-۱ هاوک
پی-۱ هاوک (به انگلیسی: Curtiss_P-1_Hawk) یک هواگرد از نوع جنگنده ساخت شرکت Curtiss Aeroplane and Motor Company است. هواگرد پی-۱ هاوک نخستین پروازش را در ژانویه ۱۹۲۳ میلادی انجام داد. این هواگرد در سال ۲۷ آوریل ۱۹۲۳ میلادی رسماً معرفی گردید و در سال‌های ۱۹۲۵–۱۹۲۹ تولید شده‌است. در مجموع، تعداد 202 فروند از این هواگرد ساخته شده‌است.